# Hilf mir! Jung, pleite, verzweifelt …
Hilf mir! Jung, pleite, verzweifelt … ist eine Scripted-Reality-Fernsehsendung des deutschen Fernsehsenders RTL II.
Die Sendung wird seit dem 4. November 2013 wochentags im Nachmittagsprogramm des Senders ausgestrahlt und wird von Janus TV produziert. 2015 wurden dann auch Folgen von der Fa. Filmpool in Köln produziert.
Die Folgen werden größtenteils in Köln, Berlin und München gedreht.

## Inhalt
Das Scripted-Reality-Format Hilf mir! Jung, pleite, verzweifelt … thematisiert Geschichten von Jugendlichen, mit diversen Problemen wie z. B. Streit mit den Eltern, finanzielle Notlagen, Mobbing, Identitätsfindung oder Schulstress. Diese werden meistens durch unrealistische Szenarios herbeigeführt. Mithilfe von Finanzberatern, Psychologen und Rechtsanwälten, ⁣⁣ die nur für den Zuschauer sichtbar sind, wird ihnen ein Ausweg aus diesen Situation gezeigt. Die Besetzung besteht ausschließlich aus Laiendarstellern. Einzige Ausnahme bilden die „Experten“, welche den Handlungsverlauf kommentieren. Bei diesen „Experten“ handelt es sich um mehrere Anwälte und einige andere Experten, darunter auch mehrere Heilpraktiker für Psychologie.

## Besetzung
| Darsteller        | Rolle                   | Zeitraum (Jahre) |
| ----------------- | ----------------------- | ---------------- |
| Priscilla Wittman | Frau Zimmerman          | seit 2015        |
| Stephan Bartels   | er selbst               | seit 2013        |
| Ina Hullmann      | sie selbst              | seit 2013        |
| Oliver Ritz       | Hauke Mertesacker       | 2015             |
| Aische Pervers    | Chira Becker            | 2016             |
| Tim Wolff         | Sich selbst (Tim Wolff) | seit 2015        |

## Episoden
| Nr. | Deutscher Titel           | Erstausstrahlung  |
| --- | ------------------------- | ----------------- |
| 1   | Der Traum vom Model       | 4. November 2013  |
| 2   | Blind vor Liebe           | 5. November 2013  |
| 3   | Die gelangweilte Hausfrau | 6. November 2013  |
| 4   | Erpressung unter Freunden | 7. November 2013  |
| 5   | Diebische Elster          | 8. November 2013  |
| 6   | Endlich frei              | 11. November 2013 |
| 7   | Unverschuldet verschuldet | 12. November 2013 |
| 8   | Falsche Freunde           | 13. November 2013 |
| 9   | Die rachsüchtige Ex       | 14. November 2013 |
| 10  | Plötzlich reich           | 15. November 2013 |
| 11  | Die gierige Braut         | 18. November 2013 |
| 12  | Der Sozialschmarotzer     | 19. November 2013 |
| 13  | Ehrgeizige Mutter         | 20. November 2013 |
| 14  | Nur aus Liebe             | 21. November 2013 |
| 15  | Die verlorene Clique      | 22. November 2013 |

## Kritik
An der Serie wird, unter anderem auf YouTube, Kritik ausgeübt. Hierbei wird angeführt, dass die Serie häufig nichts mit realen Problemen von Jugendlichen zu tun habe, sondern eher darauf abziele, Extremfälle zur Schau zu stellen. Dies verfehle den ursprünglichen Zweck des Formats, Jugendlichen mit Problemen eine Hilfestellung zu geben. Als Beispiel kann die Folge Horror-WG: Wenn Wohnen zum Albtraum wird genannt werden, in der ein Mädchen nach Berlin zieht, ohne ihre neue Mietwohnung besichtigt zu haben. Die Mietwohnung stellt sich als Zelt auf einem Balkon einer Mietwohnung heraus, sie wird je nach Lust und Laune der Vermieter auf dem Balkon eingesperrt und das Bad wird von einem Spanier bewohnt und kann nur für Geld genutzt werden, ebenso wird verboten andere Zimmer außer dem Balkon zu nutzen. Essen zubereiten darf sie, wenn sie die Wohnung putzt. Sie nimmt jede Situation nach kurzem Protest hin und fragt sich im Anschluss was man gegen ihre Situation tun könnte. Sich an die Polizei oder ähnliche Institutionen zu wenden, scheint ihr nicht in den Sinn zu kommen.